# François Cammas
Lambert François Thérèse Cammas est un peintre et architecte français, né à Toulouse le 12 novembre 1743, et mort dans la même ville le 10 pluviôse an XII (31 janvier 1804).

## Biographie
François Cammas est le fils de Guillaume Cammas, architecte de la façade du Capitole de Toulouse, et de Marianne Lambert.

### Formation
Il a suivi les cours de l'Académie des beaux-arts à la création de laquelle son père avait participé avec Lucas, Pierre Rivalz et Crozat. En 1760 il a obtenu le prix d'anatomie et de ronde-bosse.
Il s'est ensuite rendu à Paris pour y rencontrer des maîtres et des arts et des sciences. Il est de retour à Toulouse en 1766 où il a obtenu le grand prix de peinture que lui a accordé l'Académie de peinture, sculpture et architecture de Toulouse pour le tableau  Allégorie sur la mort du Dauphin (École des beaux-arts de Toulouse) et a obtenu comme récompense la somme de 1 300 livres.

### Membre de l'Académie royale de peinture,sculpture et architecture de Toulouse et de l'Accademia di San Luca de Rome
Il est reçu dans cette académie le 25 juillet 1767. Il est nommé professeur adjoint de l'académie en 1768.
Il est à Rome entre 1768 et 1771 où il peint Allégorie du couronnement de Clément XIV en 1770 qui constitue sa peinture de réception à l'Accademia di San Luca de Rome. Il est élu dans cette académie le 9 septembre 1770. Pendant son séjour à Rome il se lie d'amitié avec le « chevalier Nicolety », probablement le chevalier Francesco Nicoletti, architecte originaire de Trapani, qui a peut-être travaillé comme édile des fontaines de Rome. Il n'apparaît plus dans les comptes-rendus de l'Académie de Saint-Luc après son élection. Il s'est peut-être rendu à Naples en 1771. 

### Peintre et architecte à Toulouse avant la Révolution
La première trace certaine de sa présence à Toulouse date du 1er décembre 1771 quand il contracte un emprunt auprès d'un notaire.
Il s'est marié le 30 mai 1772 avec Marie-Françoise Bouton (1753-1840), fille de Guillaume Gabriel Bouton (né à Cuxac (Aude) le 6 février 1730-mort à Toulouse le 7 octobre 1782), miniaturiste, dont il a eu deux filles :
- Marie Anne Guillemette Gabrielle Cammas, née à Toulouse le 16 avril 1781, décédée à Toulouse le 18 août 1841, peintre miniaturiste, mariée en 1806 avec Étienne Guibal (1774-1844)[3],
  - Théophile Guibal, ingénieur des mines, inventeur du ventilateur Guibal,
- Marie-Anne Josèphe Cammas, née en 1787.

Il fait le portrait des Capitouls de 1779. En 1779, il a succédé au chevalier Pierre Rivalz, fils d'Antoine Rivalz, comme peintre et architecte du Capitole. Il est supplanté en 1781 pour les portraits par Gaubert Labeyrie. Il reste architecte et décorateur des fêtes publiques.
Il peint des allégories sur La naissance de Madame Royale, sur Le Retour du parlement en 1776 (palais de justice), sur Saint-Benoît recevant Totila en 1801 (cathédrale de Castres).
En 1780, il donne des cours en tant que professeur d’architecture à l’École spéciale des Sciences et Arts de Toulouse, puis en 1783, à l’école de Génie qui a été créée au sein de l'Académie toulousaine. Des cours de mathématiques, d’architecture civile, de ponts et chaussées, de cartographie y sont introduits. De 1788 à 1790, il a assuré un cours de dessin antique à l’Académie royale de Toulouse.
Il travaille à la décoration du dôme de l'église de la Chartreuse de Toulouse en 1780 où il développe un style antiquisant. Au salon de l'Académie royale de Toulouse de 1781 il a exposé un tableau intitulé « La Bienheureuse Angèle de Bresse (Italie), fondatrice de l'ordre des religieuses ursulines, aux pieds de Clément VII, dont elle reçoit la bénédiction ». Il est précisé que ce tableau est « l'un des six tableaux représentant les principaux traits la vie de cette bienheureuse qui doit décorer de l'église des Dames religieuses Ursulines de cette ville ». Cette église a été démolie en 1802. Les tableaux qui se trouvaient dans l'église à la fin des années 1780 ont été dispersés. Le tableau représentant « Le ravissement de la bienheureuse Angèle Mérici » a été déposé au musée des beaux-arts de Carcassonne. Quatre tableaux de ce cycle sont exposés dans le chœur de l'église Saint-Félix de Saint-Félix-Lauragais. Un modello d'une autre peinture a été trouvé dans les réserves du musée de Carcassonne. 
En 1783, il a présenté quatre projets pour amener et élever à Toulouse les eaux des sources de l'Ardenne avec celles de la Garonne.
Il a laissé un carnet de Voyage en Hollande et sur les côtes orientales de France depuis Dunkerque jusqu'à Cherbourg daté de 1786 fait aux frais de la province de Languedoc. D'autres travaux, comme la restauration de l'église du Taur ou la chartreuse de Toulouse, sont restés à l'état de projet ou inachevés à cause de la Révolution.

### Pendant la Révolution, jusqu'à sa mort
Il donne des cours d'architecture militaire à l'École militaire, nationale et patriotique de génie et d'artillerie créée le 7 janvier 1790. En 1791, il est nommé secrétaire perpétuel de l'Académie de peinture, sculpture et d'architecture de Toulouse. Il en est le dernier car l'Académie est supprimée par le décret de la Convention nationale du 8 août 1793 supprimant « toutes les académies et sociétés littéraires patentées ou dotées par la Nation ». La même année, il a écrit à l'Académie Saint-Luc de Rome car il a alors l'idée de quitter la France pour s'installer à l'étranger. En 1792, il a envoyé douze élèves pour présenter le concours d'entrée à l'École des ponts et chaussées. Un de ses élèves ayant présenté les cours qu'il donnait à Toulouse à Perronet, ce dernier lui a envoyé une lettre de félicitations. Après la création de l'École polytechnique, il y a envoyé plusieurs de ses élèves. Il enseigne l'architecture à l'École centrale de Toulouse en 1796. Il a participé à la fondation du Lycée qui remplace l'ancienne Académie en 1797,, 
Il a écrit deux ouvrages, un Cours d'architecture militaire de 360 pages, et une Description sur l'histoire et les proportions des principaux ponts du monde de 120 pages.
Il est officier municipal et de commissaire de police en 1795, Il a été élu juge de paix de son arrondissement en 1798. Après le coup d'état du 18 brumaire 1799, on lui reproche de « n’avoir pas mis assez d’ardeur au service du pouvoir exécutif » à cause de ses opinions jacobines. Il est arrêté le 24 décembre 1800 et incarcéré à Castres mais il est reconnu innocent. Il est mis en liberté le 17 vendémiaire an X (9 octobre 1801) et retourne à Toulouse.
Il est reçu à la Société des sciences et des arts de Toulouse en 1801, et à l'Athénée de Toulouse en 1802.